# 산화 베릴륨
산화 베릴륨은 화학식이 BeO인 무기 화합물이다.

## 특성
산화 베릴륨은 알칼리 토금속의 산화물 중에서는 유일하게 공유 결합 물질로 간주된다. 이는 베릴륨의 원자 크기가 다른 2족 원소에 비해 상대적으로 작은 것에 기인한다. 같은 이유로 산화 베릴륨은 양쪽성 물질이다. 물이나 질산에는 녹지않지만, 진한 황산이나 염산, 알칼리 수용액에는 녹는다. 알칼리 수용액에서 용해되는 과정은 아래의 반응식과 같다.
BeO + 2OH- + H2O → Be(OH)42-

## 안전성
다른 모든 베릴륨 화합물과 같이 산화 베릴륨은 만성적인 베릴륨증을 유발할 수 있다.

## 사용
원자로의 감속제나 특수유리, 세라믹 등에 사용된다.

## 같이 보기
- 플루오린화 베릴륨
- 베릴륨